# Metsatöll
Metsatöll ist eine estnische Folk-Metal-Band. Der Begriff „Metsatöll“ ist ein alter estnischer Euphemismus für Wolf, der sich in den rauen Songtexten wiederfinden lässt. 

## Geschichte

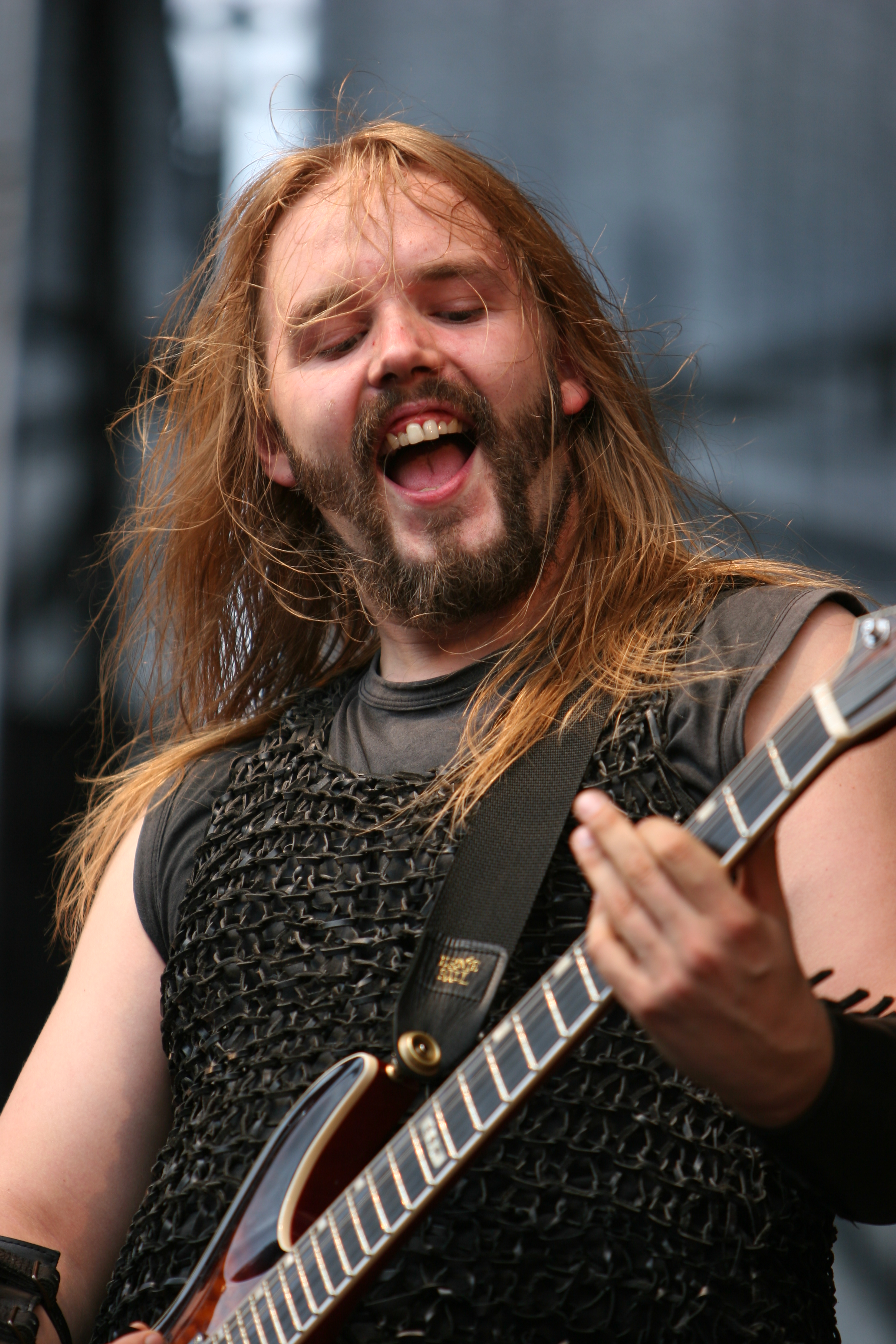
„Rabapagan“

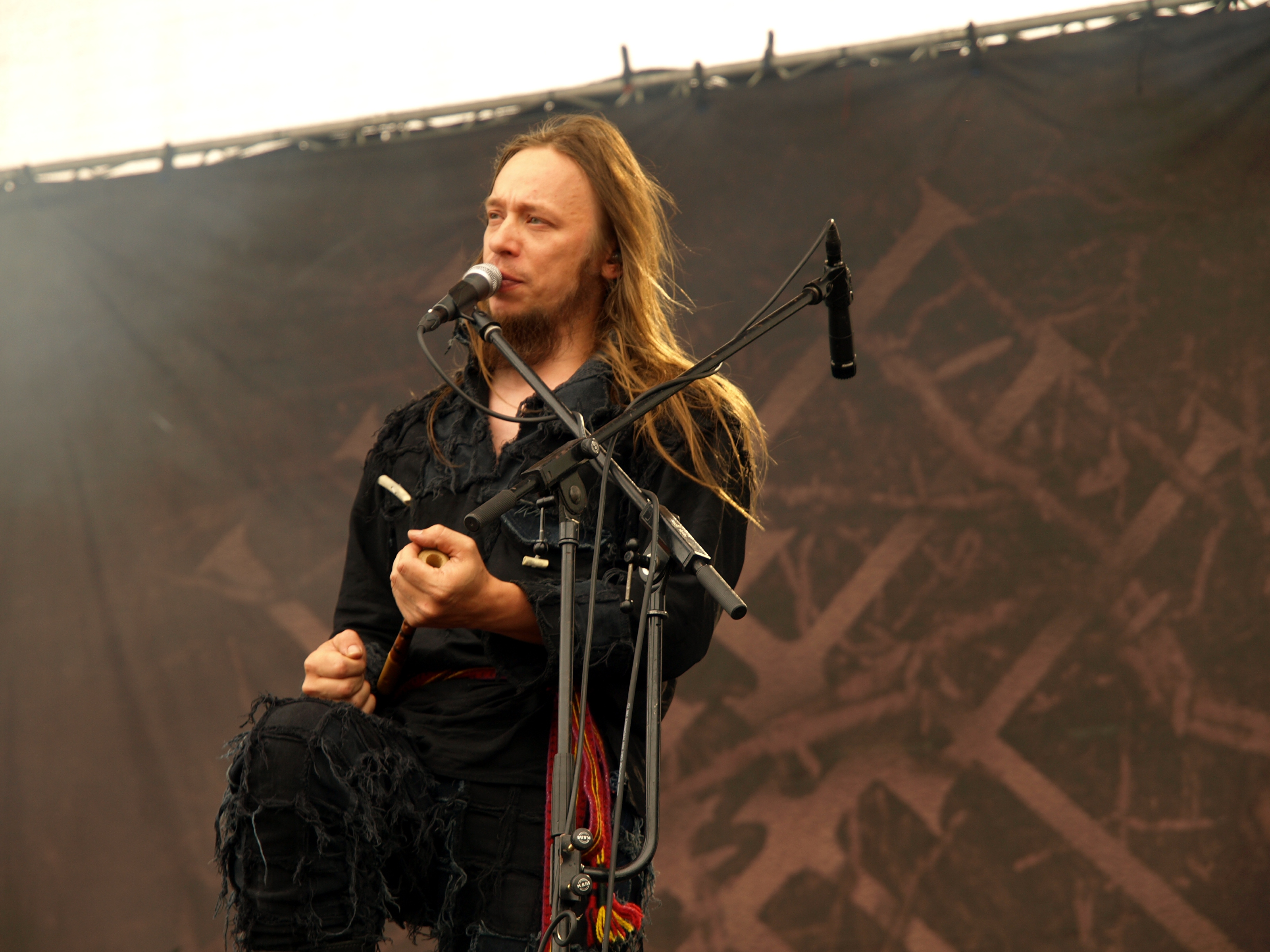
„Varulven“

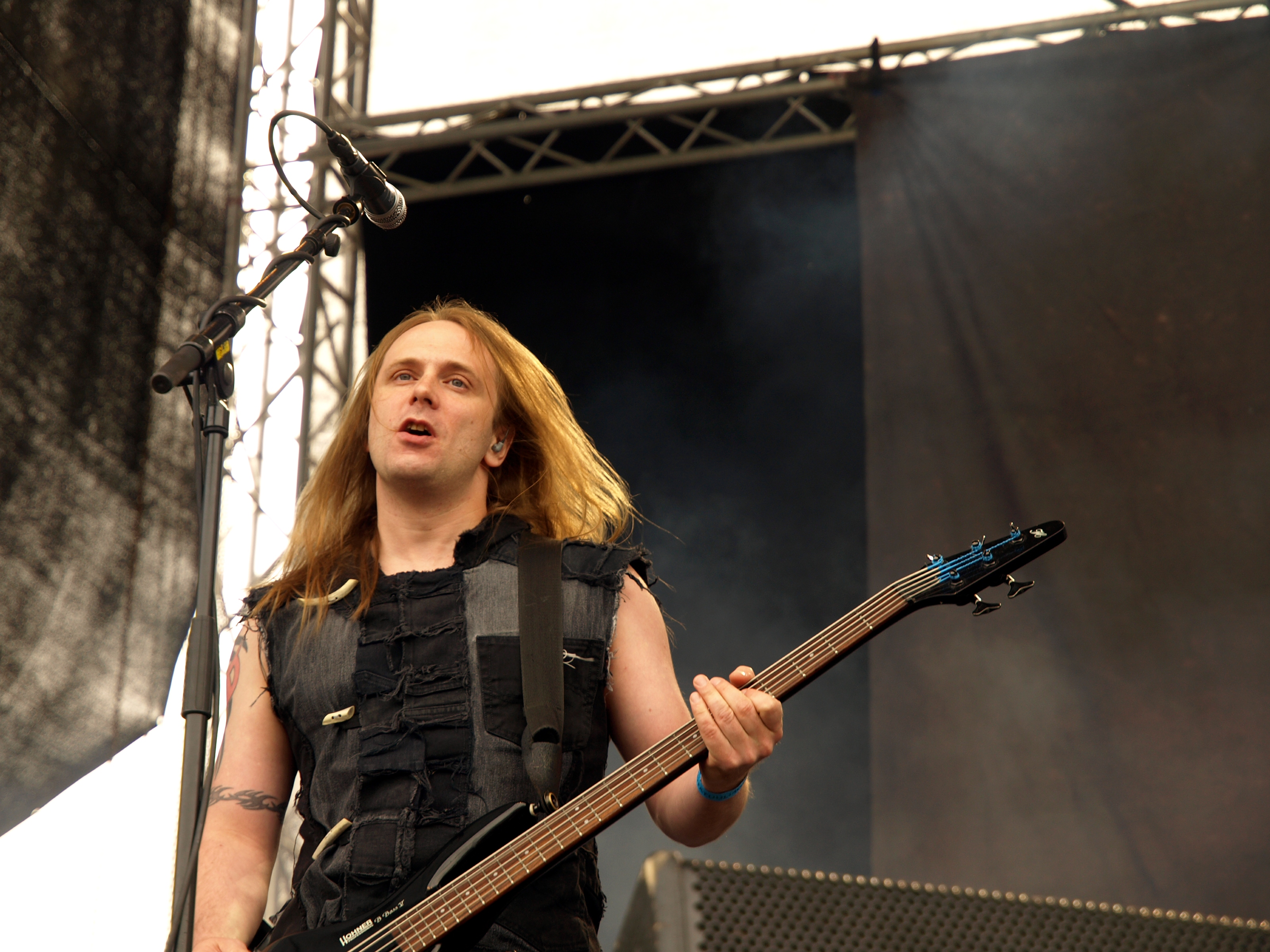
„KuriRaivo“

Metsatöll wurde 1999 in Tallinn als Trio gegründet und spielte zuerst mit rein akustischen Instrumenten. Im selben Jahr veröffentlichte die Band ihr erstes Demo Terast mis hangund me hinge (dt.: „Gefrorener Stahl in unseren Seelen“).
Im Jahr 2000 stieß Varulven zur Band, der deren musikalische Aktivitäten bereits längere Zeit beobachtet hatte und gelegentlich bei Live-Auftritten mitspielte. Varulven kam auch auf die Idee, Heavy Metal mit altem estnischem Folk zu vermischen. Seitdem integrieren Metsatöll alt-estnischen Gesang und traditionelle Melodien in ihre Musik. Ein großer Teil des traditionell angehauchten Liedguts der Band handelt von den Unabhängigkeitskriegen des 13. und 14. Jahrhunderts.
2001 verließ Bassist Tins die Band, um sich intensiver seinem Privatleben widmen zu können. Wenig später wurde mit Piirsalu ein neuer Bassist gefunden. Ein Jahr später veröffentlichte Metsatöll die Single Hundi Loomine und nahm hierzu ein Video auf. Hundi Loomine erhielt zahlreiche positive Kritiken in den lokalen Medien. Anfang 2004 wurde der Schlagzeuger Factor durch Atso ersetzt, und die Band veröffentlichte Ende des Jahres ihr zweites Album Hiiekoda, welches ebenfalls von den Medien und den Fans positiv angenommen wurde.
2006 spielte Metsatöll einige Auftritte mit dem Estnischen Nationalen Männerchor. Dieser war später auch auf „Äio“ zu hören und die Band ging mit diesem Chor auch auf Tour.
Am 1. November 2011 erschien das neue Album Ulg.
Am 1. Oktober 2012 erschien eine DVD/CD mit Namen Tuska via Spinefarm Records. Im gleichen Jahr war Metsatöll für die Estonian Music Awards in der Kategorie ‚Metal‘ nominiert.

## Stil
Metsatöll spielen epischen Heavy Metal mit Einflüssen antiker estnischer Folklore. Die Band selbst sagt von sich, dass der Stil kein Folk Metal im eigentlichen Stil sei und dass keine reine Interpretation der estnischen Folklore erfolgt. Stattdessen sei die Musik eher geprägt durch das, was man kulturell im Land bisher aufgesogen hat. Die zusätzlichen traditionellen Instrumente, die den maßgeblichen Sound der Band mitbestimmen, sind teilweise selbstgebaut.

## Diskografie

### Alben
- 1999: Terast mis Hangund me Hinge
- 2004: Hiiekoda (Nailboard Records)
- 2005: Terast mis Hangund me Hinge 10218 (Nailboard Records)
- 2008: Iivakivi (Saviplaat / Nailboard Records)
- 2010: Äio (Spinefarm Records)
- 2011: Ulg (Spinefarm Records)
- 2014: Karjajuht (Spinefarm Records)
- 2019: Katk Kutsariks (Eigenproduktion)

### Sonstige
- 2002: Hundi Loomine (Single)
- 2004: Ussisõnad (Single)
- 2006: Sutekskäija (EP) (Nailboard Records)
- 2006: Lahinguväljal näeme, raisk! (Livealbum) (Nailboard Records)
- 2006: Raua needmine (Livealbum) (Elwood / Westpark)
- 2008: Veelind (Single) (Nailboard Records)
- 2008: Suured Koerad, Väiksed Koerad (Split mit Kukerpillid) (Must Hunt Records)
- 2009: Kõva Kont (DVD) (Must Hunt Records)
- 2012: Tuska (DVD/CD) (Spinefarm Records)